# 宇治田原山手線
都市計画道路宇治田原山手線(うじたわらやまてせん)は、宇治田原町内で京都府が整備する国道307号のバイパスとして計画されている都市計画道路事業である。先行開通区間は京都府道62号宇治木屋線として供用されている。

## 概要
工業団地の整備により慢性的に渋滞の起きる現道を改良するとともに新名神高速道路の整備を機にそれを生かした街づくりを支援することを目的としている。
計画区間は宇治田原町郷之口から岩山までで、起点は宇治田原インターチェンジに直結する計画で、終点付近には宇治田原工業団地がある。また、宇治田原インターチェンジは城陽市との境付近にあり、そこから城陽市の都市計画道路東部丘陵線が新名神高速道路の側道として計画されている。
元々は、更に宇治田原工業団地付近の現道との交差点から隣接するニュータウン・企業団地である緑苑坂の外縁を経由し、新名神高速道路を跨ぎ、大津市に至り滋賀県道783号宇治田原大石東線に接続する計画であったが、その計画は都市計画道路宇治田原山手北線として分離され宇治田原町の事業となった。
宇治田原山手北線は二つのトンネルを含み曽束を経由する大津市道幹2028号と接続する。これにより工業団地に対して、京滋バイパス南郷インターチェンジおよび京都府道・滋賀県道783号宇治田原大石東線を経由して新名神大津スマートインターチェンジへのアクセスを改善する。緑苑坂の入り口から先からは西日本高速道路によって建設され、新名神高速道路の建設中は工事用道路として利用されている。
国道307号現道と宇治田原山手線との間を結ぶ3つの都市計画道路、第一南北線、第二南北線、第三南北線が計画されており、これらを軸に町の開発が進められる。現在の集落及び道は谷筋にあるが、これらは山の上へあがるように設置される。
第一南北線と宇治田原山手線の役場前交差点に町役場は移転し、隣接して公園が設置された。
南栗所交差点で、宇治木屋線の旧道および、和束町へ行く宇治木屋線現道と交差する。なお、和束町方面では犬打峠を改良する鷲峰山トンネルが令和7年2月に開通した。

## 歴史
- 平成23年8月 先行開通区間である宇治木屋線、南バイパス(郷之口～南)開通
- 令和5年6月 町役場までの延伸区間が開通。
- 令和7年2月　鷲峰山トンネル完成

## 画像

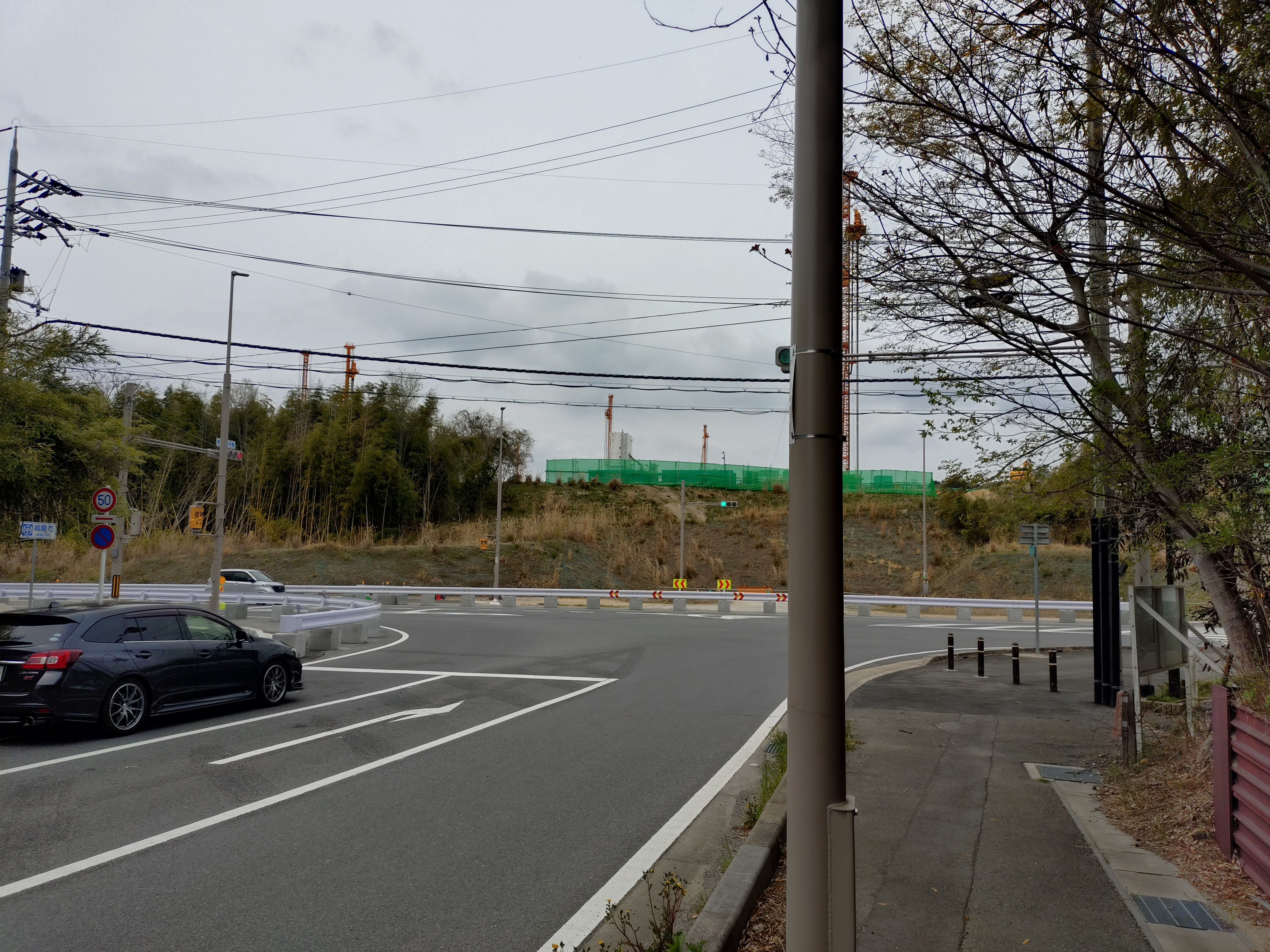
国道307号との交差点、ここから宇治田原ICへ向かうアクセス道路が整備される計画
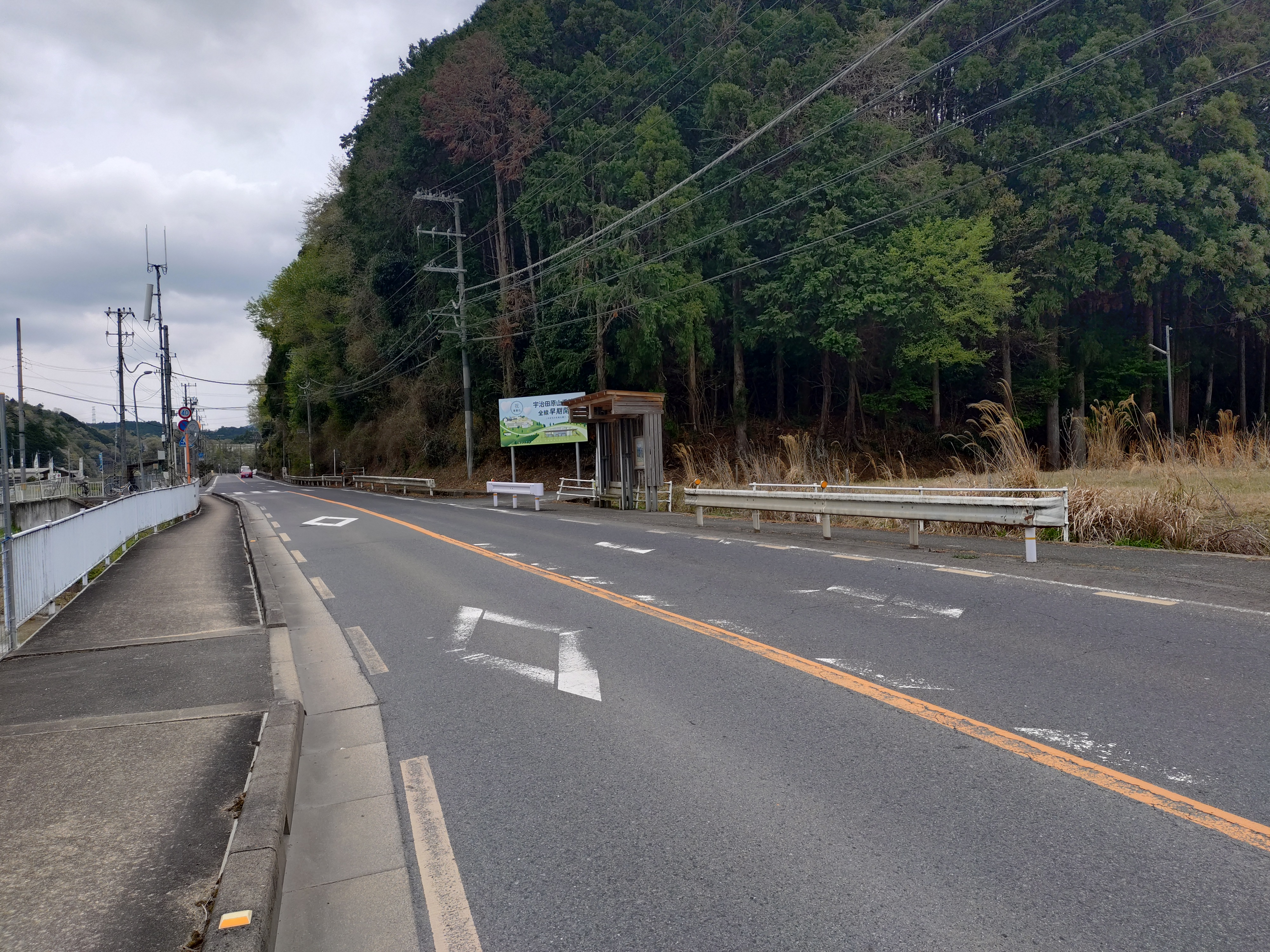
分岐点予定地。ここには看板が設置されている。
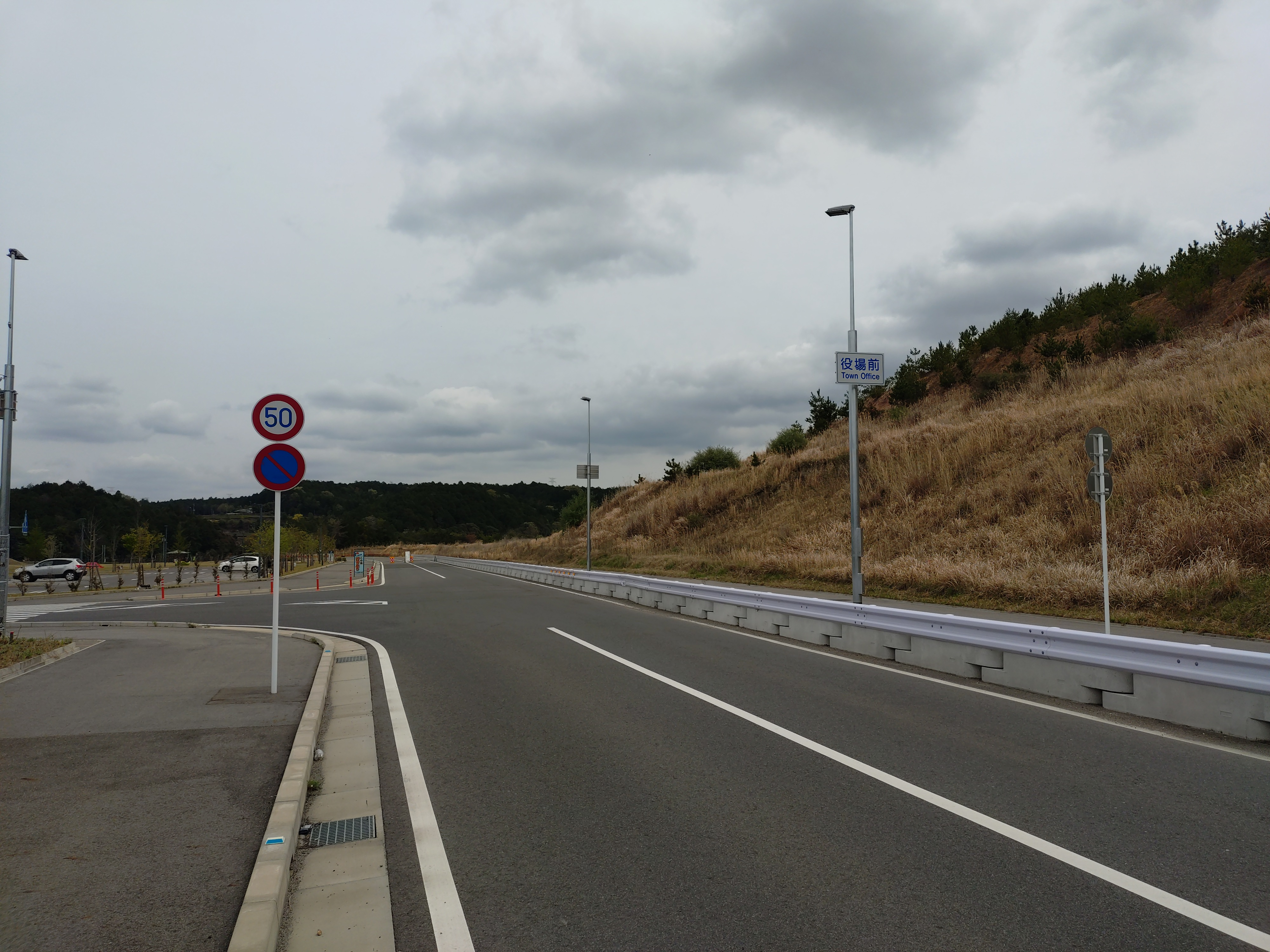
移転された宇治田原役場前、この先に宇治田原中央公園がある。